# El Calvari (Sentmenat)
El Calvari és una muntanya de 370 metres que es troba al municipi de Sentmenat, a la comarca del Vallès Occidental.